# Vasaborg (grevskap)
Grevskapet Vasaborg (finska: Vaasaporin kreivikunta) var en förläning som år 1646 beviljades kung Gustav II Adolfs utomäktenskapliga son Gustaf Gustafsson . Länet omfattade socknarna Letala och Nykyrko  . Det omfattade 704 gårdar med Kaukola säteri som centrum. Förläningen upphörde 1680.

## Innehavare
- Gustaf Gustafsson 1646—1653
- Anna Sofia von Wied-Runkel 1653—1680